# 反抗威權·迎接黎明集會
「反抗威權‧迎接黎明」集會是民間人權陣線第八次發起的反對修訂《逃犯條例》的大型」集會，於中西區和灣仔區舉行。是次集會以紀念雨傘革命9·28催淚彈驅散行動的五週年及解放香港為主題。集會開始前，有市民到金鐘一帶張貼宣傳品，被警員截查。亦有人在海富中心天橋上，掛上「人民乘願歸來 WE ARE BACK」的標語，模仿雨傘革命時警方採取武力驅散後，數以萬計市民佔領金鐘主幹道，並亮起手機燈光。集會期間，亦有人佔領夏慤道行車線，並高唱《願榮光歸香港》，集會於晚上8時24分提早結束，參與人數達20至30萬人。集會結束後，示威者與警察雙方爆發衝突，警方出動水炮車噴射顏色水驅散示威者。有記者被顏色水噴中後雙手染藍，並感到刺痛。示威者到晚上9時許離開。其後警方進行大規模搜查行動，在港島截查多輛過海巴士和電車內的乘客，並逐一拍攝市民的樣貌。在灣仔鷹君中心外，有多人被警員帶落車後，站在牆邊進行搜袋。而紅隧九龍出口亦有多名警員搜查巴士內的乘客，有參與者形容是白色恐怖。